# Абаносхеви
Абаносхеви (груз. აბანოსხევი) — село в Грузии, в муниципалитете Душети края Мцхета-Мтианети. 

## География
Село расположено в северной части края, в 13 километрах по прямой к юго-востоку от центра муниципалитета Душети. Высота центра — 580 метров над уровнем моря.

## Население
По данным переписи населения 2014 года, в селе проживало 399 человек.
| Год  | Население | Мужчины | Женщины |
| ---- | --------- | ------- | ------- |
| 1989 | 490       | -       | -       |
| 2002 | 471       | 229     | 242     |
| 2014 | 399       | 203     | 196     |